# Cantonul Schwyz
Schwyz este un cuvânt german cu pronunția /ʃviːts/ (v. AFI);  Schwyz (ajutor·info); în franceză: Schwytz sau Schwyz; în italiană: Svitto; în retoromană: Sviz. Desemnează atât un canton din Elveția centrală, în zona de limbă germană a Elveției, situat între lacul Lucerna în sud și lacul Zürich în nord, cât și capitala acestuia, orașul Schwyz (cu 14.000 loc. în 2007). Numele cantonului se prescurtează „SZ”.
Numele Elveției în germană („Schweiz”) precum și steagul Elveției provin de la cele ale acestui canton fondator. Carta Federală a Elveției, actul fondator al țării, este expusă la Schwyz.
Pășunile alpine înverzite și lacurile albastre fac din Schwyz cartea de vizită turistică a Elveției.

## Geografie

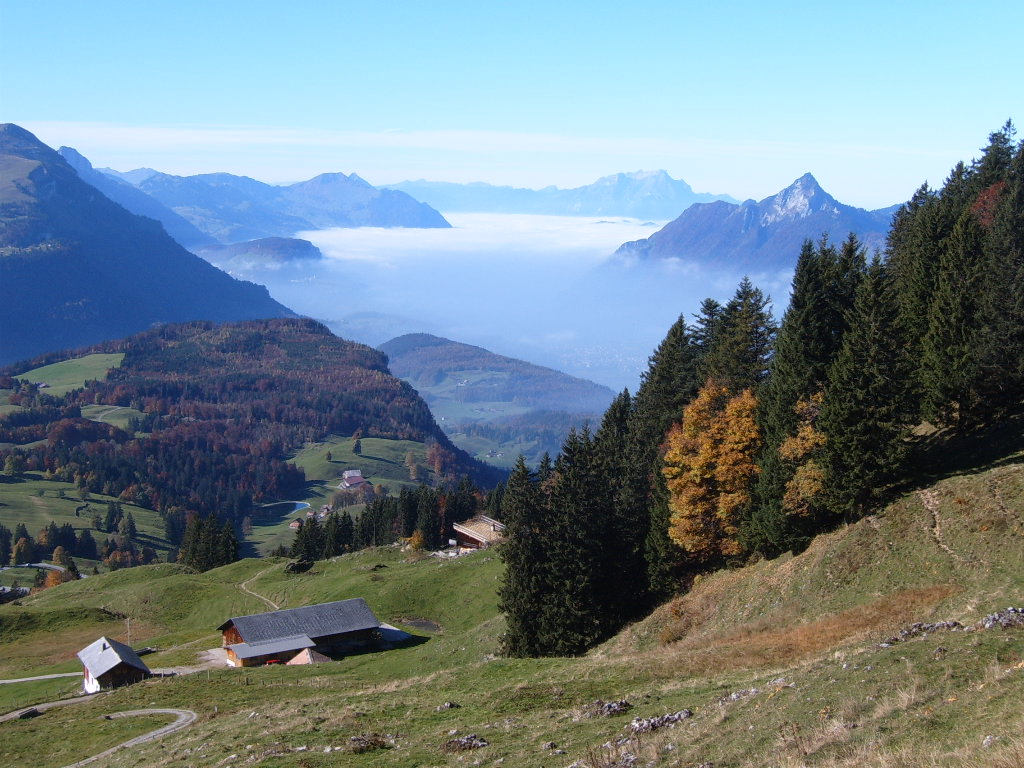
Vedere de pe poteca dintre Ibergeregg și Spirstock

Cantonul Schwyz se află în Elveția centrală. Râurile Sihl și Muota îl traversează. Aproximativ trei sferturi din suprafața totală este considerată pământ productiv. În general, teritoriul este mai mult muntos decât deluros. Din pământul productiv, circa 240 de km² sunt păduri. Lacurile acoperă 65 km². Această suprafață aparține lacurilor Zürich și Lucerna. O mică parte din lacul Zug aparține de asemenea de cantonul Schwyz. Lacurile mai mici, Lauerz (Lauerzersee) și Sihl (Sihlsee), aparțin în totalitate acestuia.
Cel mai înalt punct este Ortstock cu 2.716 m. Deși nu tot atât de înalte, piscurile masivului Rigi (Kulm, 1.798 m, și Scheidegg, 1.665 m) sunt probabil cele mai cunoscute. Suprafața cantonului este de 908 km².

## Clima

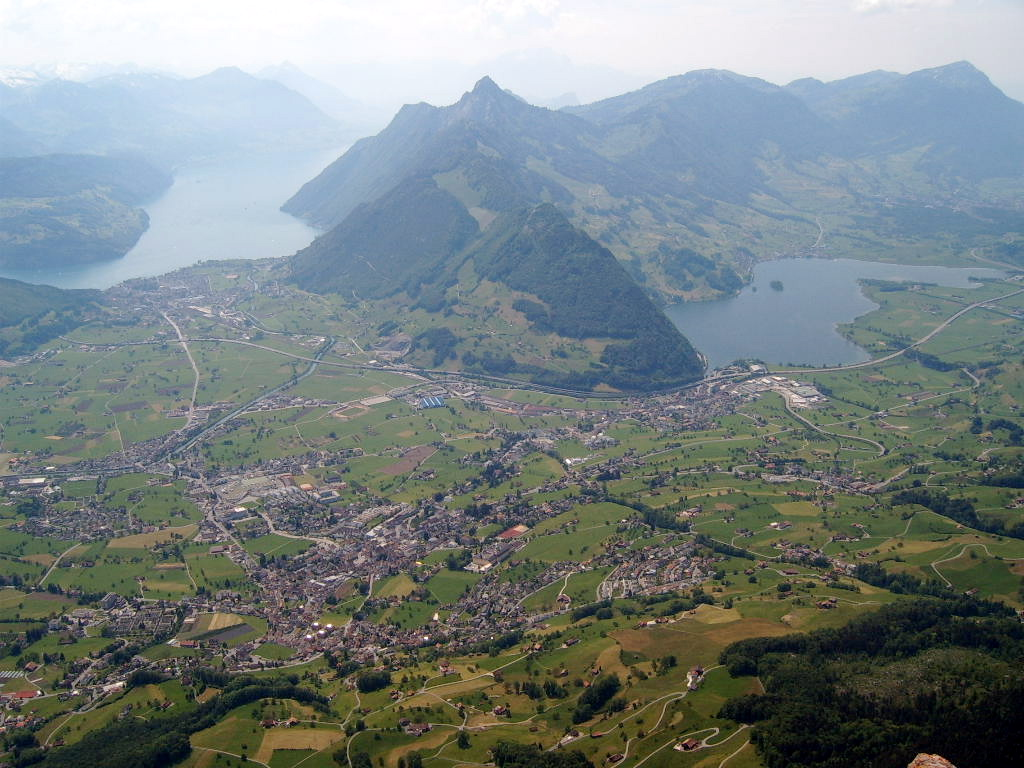
oraşul Schwyz şi lacul Lucerna (stânga)

Continentală. Temperatura medie anuală este de -3° în ianuarie și de +15 °C în iulie. Cantitatea medie anuală de precipitații este de 1.700 mm.

## Demografie
În 2002, aici locuiau aproximativ 131.400 de oameni. Limba oficială este limba germană, iar populația este majoritar romano-catolică.

## Economie
Economia cantonului se axează pe agricultură. Textilele, înainte foarte importante, aproape că au dispărut în prezent. În zona capitalei, Schwyz, sunt concentrați mai mulți producători de mobilă de înaltă calitate. Există mai multe hidrocentrale mari. Turismul e important în special în locul de pelerinaj Mănăstirea Einsiedeln. Localitatea Einsiedeln este de asemenea un centru al sporturilor de iarnă. Căile ferate montane de pe Rigi sunt și ele foarte cunoscute.

## Atracții turistice
Mythen, muntele impunător cu două piscuri la poalele căruia se află orașul Schwyz, precum și cunoscutul Lac al Celor Patru Cantoane sunt numai două dintre cele patru simboluri ale peisajului cantonului Schwyz. Acesta se află între granițele Podișului Elvețian, într-o zonă cu munți calcaroși. Peșterile locale sunt adevărate exemple de formațiuni carstice, care iau naștere ca urmare a dizolvării calcarului sub influența soluțiilor de acizi carbonici. Procesele de descompunere chimică duc la formarea unor sisteme vaste de peșteri, așa cum este Holloch- un complex de grote din valea râului Muota. Acesta este una dintre cele mai celebre formațiuni de acest gen din lume, iar coridoarele sale se întind pe o lungime de aproape 140 km (nu toate fiind încă descoperite). Vizitatorilor li s-a pus la dispoziție numai o parte a peșterilor de la Holloch, deoarece izvoarele subterane și alunecările de teren reprezintă un pericol prea mare. Chiar și acest mic fragment al labirintului este suficient pentru a prezenta turiștilor minunatele catedrale de stalagmite din încăperile subterane. Localitatea Einsiedeln este centrul cultural și spiritual al cantonului Schwyz. Mănăstirea Einsiedeln, construită în secolul al X-lea (cu un tablou al Madonei Negre), își datorează existența sfântului Meinrad de Einsiedeln⁠(en)[traduceți].
Alte atracții turistice:
- În capitala Schwyz: piața principală, primăria, biserica St. Martin, Muzeul Ital Reding Haus, Casa Bethlehem, Turnul Arhivelor cu Muzeul de Istorie
- rezervația naturală Bodmeren-Silberen
- localitatea Einsiedeln - primul centru de pelerinaj elvețian
- biserica St Jakob din Steinen
- valea râului Muota, complexul de peșteri Holloch.
- împrejurimile Lacului Celor Patru Cantoane au fost luate cu asalt de turiști în secolul al XlX-lea. Mitul despre formarea Elveției prezentat, printre altele, în drama lui Friedrich Schiller intitulată „Wilhelm Tell" (1804), a contribuit și el la acest fenomen.

## Diverse
- În opera sa destinată elevilor și intitulată „Wilhelm Tell", scriitorul elvețian Max Frisch critică drama lui Schiller care face referire la legenda despre celebrul arcaș, precum și legenda însăși, pe care le numește o îmbinare nefericită de supoziții false și de interpretări greșite.
- Garda Papală de la Vatican este subordonată autorităților cantonului Schwyz.